# Arnaut Danièl

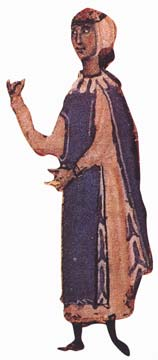
Arnaut Daniel.

Arnaut Danièl var en occitansk trubadur från 1100-talet, prisad av bland andra Dante som il miglior fabbro (den bästa skaparen, bokstavligt sett den bästa smeden), och av Francesco Petrarca. Under 1900-talet upphöjdes han av Ezra Pound till den största poet som någonsin levat, i Romansens själ från 1910, ett arbete om romansk litteratur.
Enligt en vida (occitansk biografisk text) föddes Daniel i en nobel familj i Ribéracs slott i Périgord. Andra källor skildrar honom som en skojare med stora ekonomiska bekymmer. Han var skaparen av sestinen, en sång med sex strofer med sex rader i varje, med samma ord i slutet av varje strof. Många kallar honom för skaparen av romantiken kring Lancillotto, Launcelot of the Lake.
I Dantes La Divina Commedia, uppträder Daniel som en karaktär som gör bot för dödssynden "lust" i skärselden. På occitanska svarar han på berättarens frågor om vem han är:
«Tan m'abellis vostre cortes deman,
qu'ieu no me puesc ni voill a vos cobrire.
Ieu sui Arnaut, que plor e vau cantan;
consiros vei la passada folor,
e vei jausen lo joi qu'esper, denan.
Ara vos prec, per aquella valor
que vos guida al som de l'escalina,
sovenha vos a temps de ma dolor»
(Purg., XXVI, 140-147)
Översättning:
"Er hövliga fråga smickrar mig så,
att jag inte kan eller vill dölja för er.
Jag är Arnaut, som gråtande och sjungande gå;
Ångerfull ser jag de förflutna dårskaperna,
och gläds åt den lycka jag hoppas på i framtiden.
Därför bönfaller jag dig, i styrkan av detta
som leder dig till toppen av trappan,
kom ihåg mig när tiden är den rätta."
Som en homage till dessa rader lät T. S. Eliot döpa sin andra utgivna bok med poesi till Ara Vos Prec. Eliots verk The Waste Land börjar och slutar med en referens till Dante och Daniel, och The Waste Land är dedicerad till Ezra Pound som "il miglior fabbro" vilket ju var vad Dante kallade Daniel. 
Arnauts 4:e canto innehåller de rader som Pound i "The Spirit of Romance", kallar "de tre rader som oftast beskriver Daniel":
"leu sui Arnaut qu'amas l'aura
E chatz le lebre ab lo bou
E nadi contra suberna"
Översättning:
"Jag är Arnaut som fångar vinden
Och jagar haren och oxen
Och simmar mot strömmen"
Man känner till sexton texter av Arnaut Daniel. En av dessa är tonsatt, men av en anonym upphovsman minst ett sekel efter poetens död. Ingen originalmusik finns bevarad.